# Палуояська сільська рада
Па́луояська сільська рада (ест. Paluoja külanõukogu, рос. Палуояский сельский совет) — сільська рада в Естонській РСР, адміністративно-територіальна одиниця в складі повіту Пярнумаа (1945—1950) та Аб'яського району (1950—1954).

## Історія
16 серпня 1945 року на території волості Аб'я в Пярнуському повіті утворена Палуояська сільська рада з центром у селищі Аб'я-Палуоя.
26 вересня 1950 року, після скасування в Естонській РСР повітового та волосного поділу, сільська рада ввійшла до складу новоутвореного Аб'яського сільського району.
17 червня 1954 року в процесі укрупнення сільських рад Естонської РСР Палуояська сільська рада ліквідована. Її територія склала північну частину Аб'яської сільської ради.